# Замок Пенрит
Замок Пенрит (англ. Penrith Castle) — руины средневекового замка в городе Пенрит, графство Камбрия, Англия, в нескольких километрах к востоку от заповедника Лейк-Дистрикт.

## История
Скорее всего, замок Пенрит расположен на месте римского каструма. Он был построен между 1399 и 1470 годами для защиты от шотландских набегов. Пенритские владения были созданы в 1397 году как дар новообразованному графу Уэстморленду; замок упомянут в гранте 1437 года. Ранее считалось, что замок возведён Уильямом Стриклендом, который позже стал епископом Карлайла, однако более поздние исследования позволят предположить, что заказчиком был Ричард Невилл, 5-й граф Солсбери. Однако неизвестно, был ли замок построен с нуля, или же граф использовал строение Стрикленда как основу.

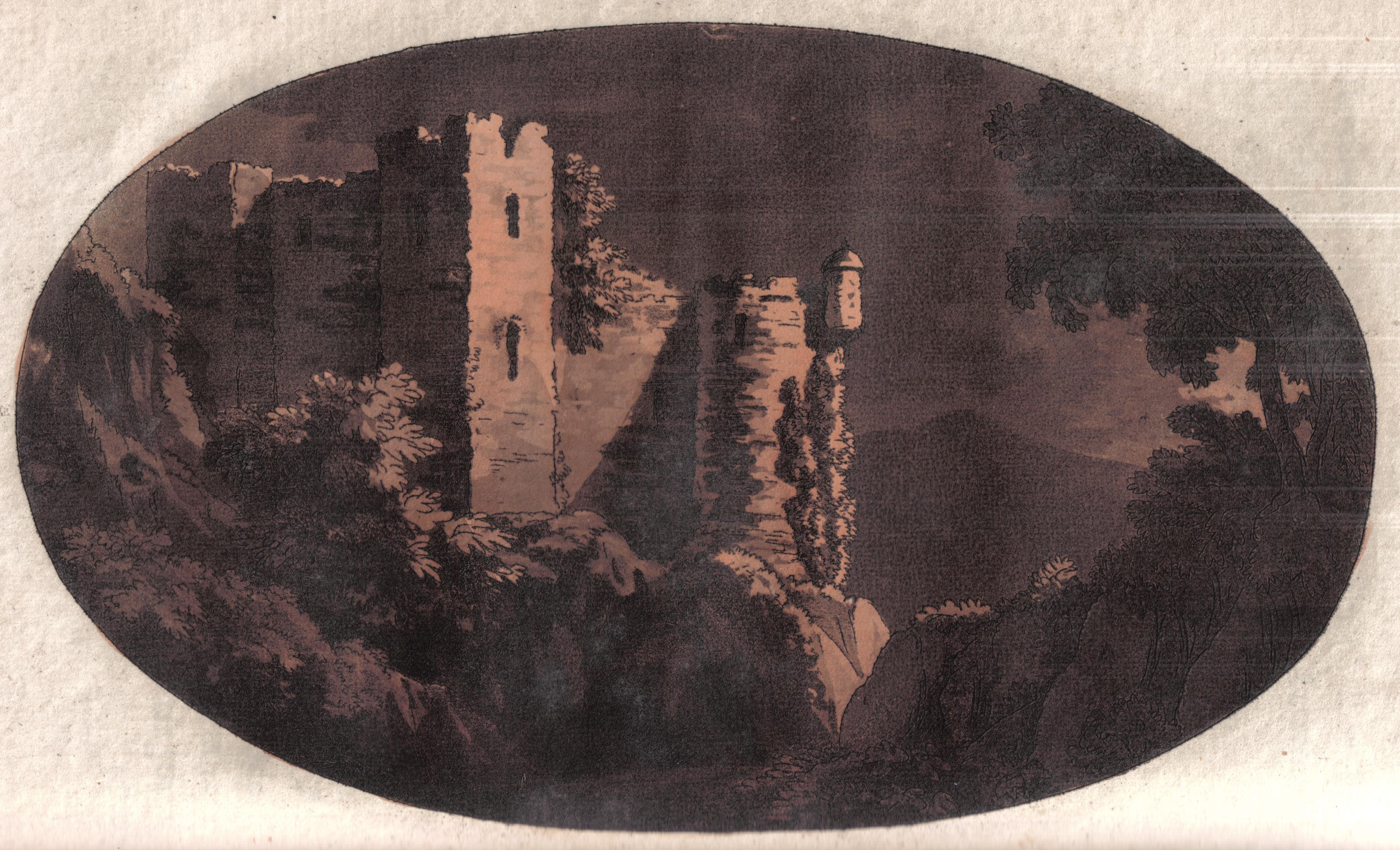
Замок Пенрит в 1772 году.

Владения и замок семьи Невилл в Пенрите стали их важнейшим источником доходов и власти на местном уровне в XV веке. В течение нескольких лет до 1444 года граф Солсбери сдавал владения в Пенрите в субаренду Мармадьюку Ламли, епископу Карлайла. После смерти графа в битве при Уэйкфилде в 1460 году, замок и владения унаследовал Ричард, граф Уорик, но в 1471 году он и сам был убит в битве при Барнете; он не оставив наследника мужского пола, поэтому владения вернулись Короне. В 1471 году король Эдуард IV пожаловал их своему брату Ричарду, герцогу Глостерскому, который использовал Пенрит в качестве базы для борьбы с шотландцами, а также получал доход от собственности.

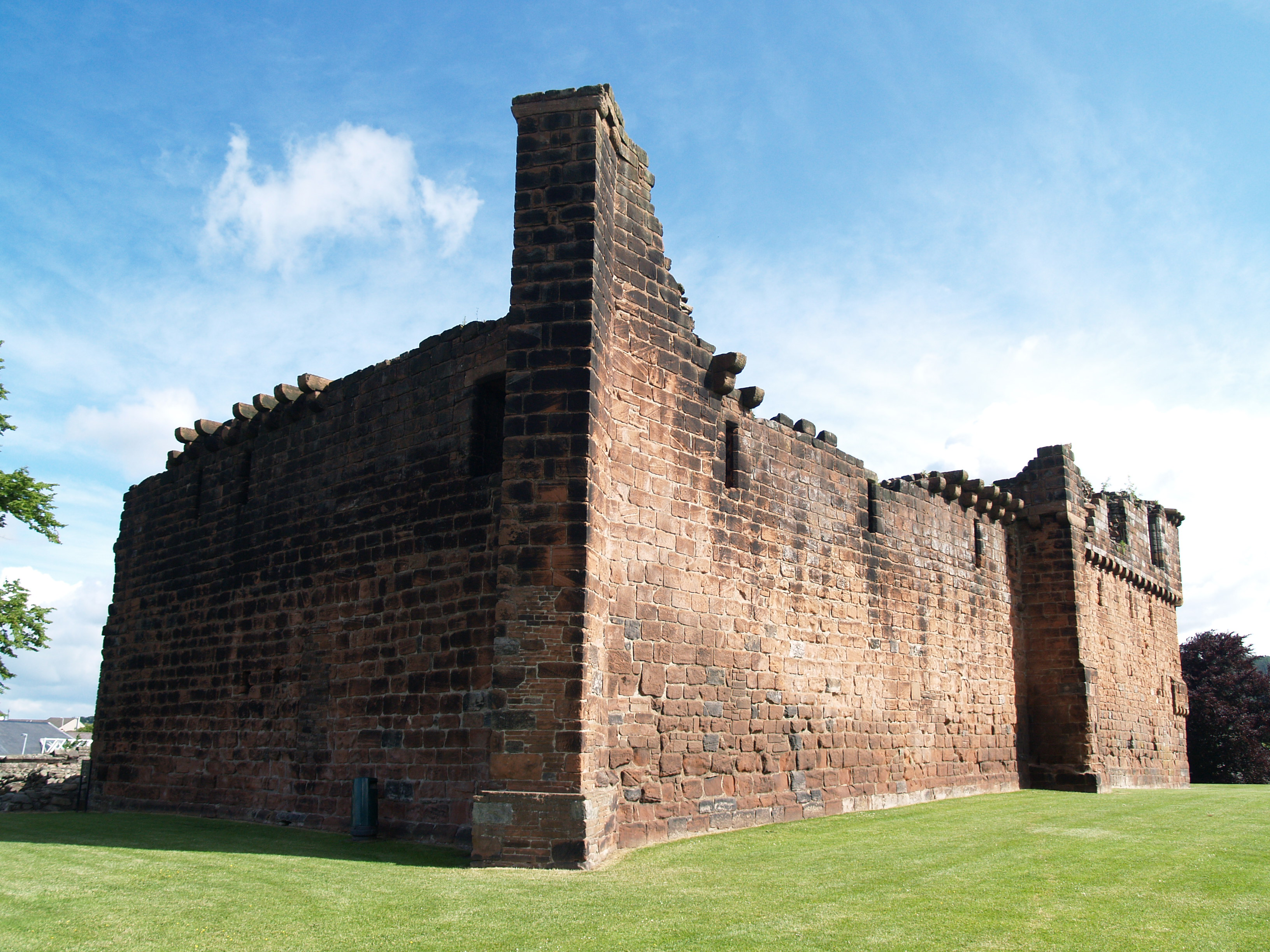
Руины замка Пенрит, 2008 год.

После узурпации трона и гибели герцога Глостерского (король Ричард III) в 1485 году, замок и город оставались во владении Короны двести лет, вплоть до 1696 года, когда король Вильгельм III пожаловал владения в Пенрите (вместе с имениями в Камберленде) своему другу Уильяму Бентинку, 1-му графу Портленд. В 1787 году графы и герцоги Портленд продали замок герцогам Девонширским. Позже они продали его железнодорожной компании, которая построила железнодорожную станцию Пенрит; руины замка находятся напротив вокзала. Позже он перешел в собственность городского совета округа Пенрит, который в 1920-х годах разбил на территории парк и построил поблизости жилые комплексы.
Замок управляется организацией English Heritage и внесён в список объектов национального наследия Англии как памятник архитектуры первой категории.